# 池田友政
池田 友政（いけだ ともまさ）は、江戸時代前期から中期にかけての旗本。通称は修理。官位は従五位下・筑後守。

## 略歴
慶安3年（1650年）、池田長信の長男として誕生。
明暦2年（1656年）11月5日、遺領を継ぐ。小普請となる。この時、弟・利重に300石を分与し、所領は700石となった。寛文7年（1667年）11月21日、書院番に列し、延宝8年（1680年）2月6日、小姓組の組頭となった。天和2年（1682年）4月21日、上野国山田郡・下野国足利郡のうちにおいて500石を加増され、所領は1200石となった。元禄3年（1690年）1月11日、新番頭となり、翌年（1691年）11月1日、桐間の番頭となり、さらにその翌年（1692年）の12月2日には、従五位下筑後守に叙任した。
宝永元年（1704年）9月26日、死去。55歳。跡を子・政応が継いだ。

## 系譜
- 父：池田長信（1622-1656）
- 母：朝比奈氏
- 室：安部信秀の娘
  - 長男：池田政応（1676-1725）
  - 次男：池田政相（1678-1738） - 池田利重の婿養子
- 生母不明の子女
  - 男子：池田政長
  - 四男：雨宮正景
  - 男子：荒尾成庸
  - 男子：荒尾成令
  - 男子：甚九郎
  - 男子：坪内定次
  - 女子：神尾元陳室
  - 女子：三枝守秀室